# Objeto interestelar

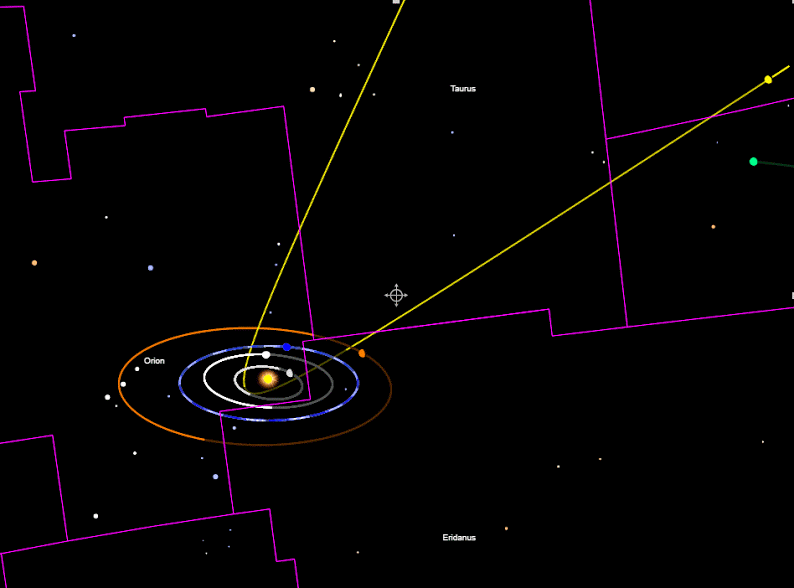
Órbita hiperbólica do 'Oumuamua.

Objeto interestelar é um corpo diferente de um objeto estelar ou subestelar localizado no espaço interestelar e não gravitacionalmente ligado a uma estrela. O conceito pode incluir asteroides ou cometas (ou exocometas). Além de cometas conhecidos no Sistema Solar ou cometas extrasolares conhecidos, no presente, um cometa interestelar só pode ser detectado se ele passar pelo Sistema Solar e pode ser distinguido de um cometa da Nuvem de Oort por sua trajetória fortemente hiperbólica (indicando que não está gravitacionalmente ligado ao Sol). Até 2017, o objeto mais excêntrico conhecido, o C/1980 E1, tinha uma excentricidade de 1 057, muito menos do que o esperado para um cometa interestelar.
O primeiro objeto interestelar a ser descoberto foi o 1I/ʻOumuamua (anteriormente C/2017 U1-PANSTARRS e A/2017 U1). O objeto tem uma excentricidade de cerca de 1 195. Inicialmente foi chamado C/2017 U1 porque foi assumido como uma cometa, mas foi renomeado para A/2017 U1 depois que nenhuma atividade cometária foi encontrada. Depois que sua natureza interestelar foi confirmada, foi renomeado para 1I/'Oumuamua: "1" porque é o primeiro desse tipo de objeto astronômico a ser descoberto; "I" para interestelar e "'Oumuamua'" é uma palavra havaiana que significa "um mensageiro de longe que chega primeiro".
O segundo objeto interestelar descoberto foi o cometa interestelar 2I/Borisov.